# Reco
Reco is een bestuurslaag in het regentschap Wonosobo van de provincie Midden-Java, Indonesië. Reco telt 6471 inwoners (volkstelling 2010).